# Betonplastiek (Ongenae)
Betonplastiek is de neutrale aanduiding van een beeld in Amsterdam Nieuw-West. Het staat nabij het Velodrome Amsterdam op Sportpark Sloten.
Het is ontworpen door de uit België afkomstige kunstenaar Joseph Ongenae (1921-1993), die het rond 1973 maakte. De kunstenaar leefde destijds al een aantal jaren in Amsterdam. Hij werd onder andere bekend als de man van de kleuren in de Grote en Kleine Verfdoos in Amsterdam Slotermeer en de Warnersblokken in Amsterdam-Zuid uit de jaren vijftig. Die gebruikte kleuren en vlakverdeling lieten al een inspiratie door Piet Mondriaan zien. Dat laatste geldt ook voor de betonplastiek met haar kleuren rood, geel, wit en zwart, wat optisch het resultaat geeft van een driedimensionaal werk van Mondriaan. Ongenae was ten tijde van dit plastiek trouwens ook bezig met het opfleuren (in dit geval kleuriger maken) van een aantal flats in de Bijlmermeer.     